# Бокач, Надежда Арсеньевна
Наде́жда Арсе́ньевна Бо́кач (род. 23 июля 1976, Вологда) — российский химик. Кандидат (2002), доктор (2012) химических наук. Профессор кафедры физической органической химии химического факультета Санкт-Петербургского государственного университета (СПбГУ). В 2016 году избрана профессором Российской академии наук (РАН). Лауреат премии Президента Российской Федерации в области науки и инноваций для молодых учёных за 2012 год.

## Биография
Родилась 23 августа 1976 г. в г. Вологде. В 1998 г. окончила с отличием естественно-географический факультет Вологодского государственного педагогического университета по специальности учитель биологии и химии. В 2002 г. защитила кандидатскую диссертацию в Санкт-Петербургском государственном технологическом институте (техническом университете) под руководством член-корр. РАН В. Ю. Кукушкина; в 2012 — докторскую диссертацию там же. С 2002 г. работает на химическом факультете Санкт-Петербургского государственного университета (2002—2003: младший научный сотрудник; 2003—2004: научный сотрудник, 2004—2009: старший научный сотрудник), с 2009 г. доцент, а с 2015 г. профессор кафедры физической органической химии химического факультета СПбГУ.

## Научная и педагогическая деятельность
Н. А. Бокач — специалист в областях химии платины, реакционной способности координационных соединений и органического синтеза с участием комплексов металлов. Является самым цитируемым молодым учёным Санкт-Петербургского государственного университета 2010—2012 гг.
Автор и соавтор более 110 научных статей, учебника, 6 обзоров.

## Награды

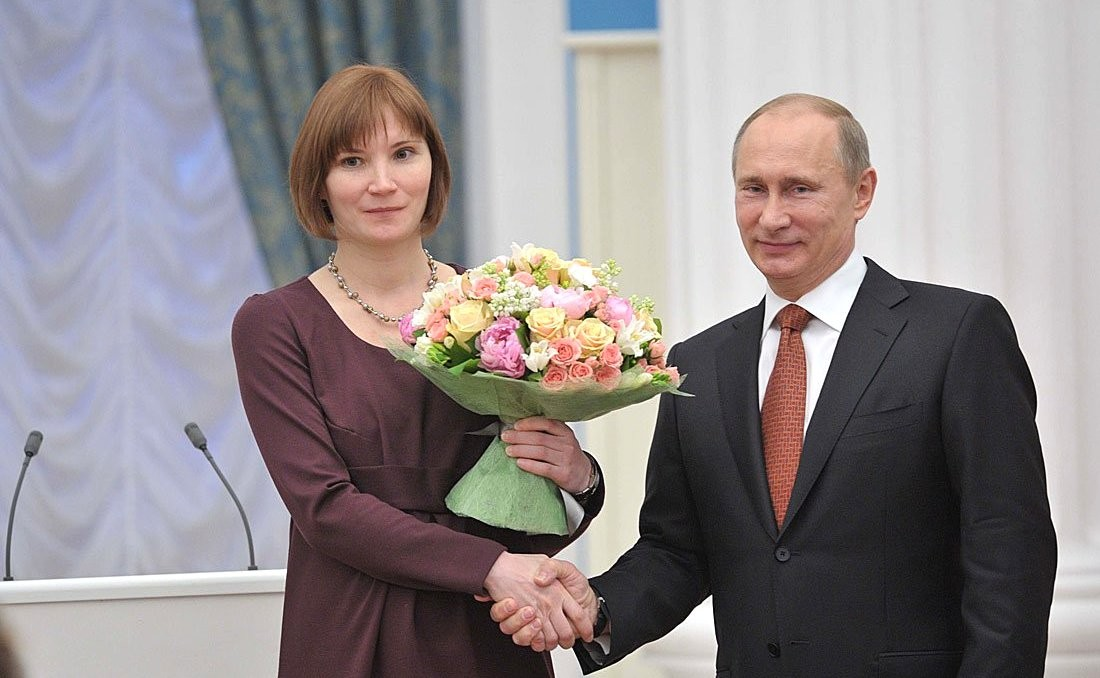
Н. А. Бокач (слева) принимает поздравления В. В. Путина с присуждением премии Президента РФ.

- Почётное учёное звание «Профессор РАН», 2016 г.;
- Премия «Россиянин года» Российской академии бизнеса и предпринимательства, 2013 г.;
- Премия Президента Российской Федерации в области науки и инноваций для молодых учёных за 2012 год;
- Премия им. Л. Эйлера Правительства Санкт-Петербурга «за выдающиеся научные результаты в области науки и техники», 2011 г.;
- Почётная грамота Администрации Президента РФ «За успехи в научно-исследовательской работе», 2011 г.;
- Диплом и национальная стипендия, учреждённые компанией Л’Ореаль Россия при поддержке комиссии РФ по делам ЮНЕСКО и Российской академии наук, 2007 г.;
- Диплом и премия Европейской Академии «Лучшему молодому российскому учёному 2003 г.»;
- Трижды награждена дипломом и грантом Правительства Санкт-Петербурга для молодых учёных, молодых кандидатов наук вузов и академических институтов Санкт-Петербурга, 2003, 2009 и 2010 гг.;
- Первое место в Конкурсе научных трудов молодых учёных и студентов СПбГУ, 2008 г.

## Публикации
- N. A. Bokach, V. Yu. Kukushkn, Coordination Chemistry of Dialkylcyanamides: Binding Properties, Synthesis of Metal Complexes, and Ligand Reactivity, Coord. Chem. Rev., 257 (2013) 2293—2316; doi: 10.1016/j.ccr.2013.03.002;
- D. S. Bolotin, N. A. Bokach, M. Haukka, V. Yu. Kukushkin, Amidrazone Complexes from a Cascade Platinum(II)-mediated Reaction between Amidoximes and Dialkylcyanamides, Inorg. Chem., 52 (2013) 6378-6389; doi: 10.1021/ic4000878;
- A. S. Kritchenkov, N. A. Bokach, G. L. Starova, V. Yu. Kukushkin, A Palladium(II)-center Activates Nitrile Ligands toward 1,3-Dipolar Cycloaddition of Nitrones Substantially more than the Corresponding Platinum(II)-center, Inorg. Chem., 51 (2012) 11971-11979; doi: 10.1021/ic301866y;
- A. L. Mindich, N. A. Bokach, F. M. Dolgushin, M. Haukka, L. A. Lisitsyn, A. P. Zhdanov, K. Yu. Zhizhin, S. A. Miltsov, N. T. Kuznetsov, V. Yu. Kukushkin, 1,3-Dipolar Cycloaddition of Nitrones to Nitriles bound to closo-Decaborate Clusters: a Novel Reactivity Mode for the Borylated C≡N Group, Organometallics, 31 (2012) 1716—1724; doi: 10.1021/om200993f;
- A. L. Mindich, N. A. Bokach, M. L. Kuznetsov, M. Haukka, A. P. Zhdanov, K. Yu. Zhizhin, S. A. Miltsov, N. T. Kuznetsov, V. Yu. Kukushkin, Coupling of Azomethine Ylides with Nitrilium Derivatives of closo-Decaborate Clusters: Synthetic and Theoretical Study, ChemPlusChem, 77 (2012) 1075—1086; doi: 10.1002/cplu.201200257;
- N. A. Bokach, M. L. Kuznetsov, V. Yu. Kukushkin, 1,3-Dipolar Cycloaddition of Nitrone-type Dipoles to Uncomplexed and Metal-bound Substrates Bearing the C≡N Triple Bond, Coord. Chem. Rev., 255 (2011) 2946—2967; doi:10.1016/j.ccr.2011.07.001;
- Бокач Н. А. Циклоприсоединение нитронов к металлоактивированным нитрильной и изонитрильной группе, Успехи химии, 79 (2010) 104—116.